# Taís Araújo
Pour les articles homonymes, voir Araújo (homonymie).
Taís Araújo, née le 25 novembre 1978 à Rio de Janeiro, est une actrice brésilienne.
Époux : Luís Lázaro Sacramento Ramos, connu sous le nom de Lázaro Ramos

## Biographie
Taís Araújo a joué dans plusieurs telenovelas comme La Beauté du diable ou encore Au cœur du péché (feuilleton diffusé sur le réseau RFO depuis septembre 2007). En 1999 elle a joué son propre rôle dans la célèbre telenovela colombienne Betty la fea (Betty la moche), feuilleton dont la version allemande est connue sous le nom Le Destin de Lisa. A cor do pecado est l'un des rares feuilletons brésiliens où le rôle principal est tenu par une actrice noire.
Elle participe en 2008-2009 à la télénovela A Favorita. En 2009, elle a joué le rôle principal de la télénovela Sauvée par l'amour (Viver a vida), écrite par Manoel Carlos, où elle a tenu le rôle d'Elena, prénom de toutes les héroïnes de cet auteur, jusqu'ici jouées uniquement par des actrices blanches.

## Filmographie

### Cinéma
- 1998 : Drama urbano d'Odorico Mendes : Chico
- 1998 : Caminho dos sonhos de Lucas Amberg : Ana Cavalcante
- 2003 : Garrincha - Estrela solitaria de Milton Alencar : Elza Soares
- 2004 : Filhas do vento de Joel Zito Araujo : Le peintre
- 2006 : Le Plus grand amour du monde (O Maior amor do mundo) de Carlos Diegues : Luciana
- 2007 : Nzinga de Octavio Bezerra : Ana/Nzinga
- 2008 : A Guerra dos Rocha de Jorge Fernando : Carol
- 2016 : O Roubo da Taça de Caito Ortiz : Dolores
- 2018 : Romancing Brazil de Lucas Amberg : Ana Cavalcante
- 2020 : Medida provisoria de Lázaro Ramos et Flávia Lacerda : Capitu
- 2021 : Pixinguinha, um homem carinhoso d'Allan Fiterman et Denise Saraceni : Beti
- 2023 : Ritmo de natal d'Allan Fiterman : Inês
- 2023 : Minha irmã e eu de Susana Garcia : Tais
- 2024 : Chico Bento e a goiabeira maraviosa de Fernando Fraiha : Dona Goiabeira
- 2024 : O auto da compadecida 2 de Guel Arraes et Flávia Lacerda : la miséricordieuse
- 2025 : Doutor monstro de Marcos Jorge : Claudia

### Télévision
- 1995-1996 : Tocaia Grande (236 épisodes) : Bernarda
- 1996-1998 : Xica da Silva (230 épisodes) : Xica de Silva
- 1997 : La Beauté du diable (Anjo Mau) : Vivian dos Santos
- 1998 : Mulher (1 épisode) : Dalila Antunes
- 1998 : Meu Bem Querer : Edivânia
- 1999 : Você decide (1 épisode) : Kika
- 1999 : Yo soy Betty, la fea : Elle-même
- 2000 : Uga-Uga (221 épisodes) : Emilinha
- 2001 : Porto dos Milagres (203 épisodes) : Selminha
- 2002 : O Quinto dos Infernos (mini-série) : Dandara
- 2002 : A Grande Família (épisode Vai pra casa, beiçola) : Maria da Graça
- 2002 : Brava gente (épisode Um Capricho) : Beatriz
- 2002 : La Vida es una loteria (épisode El secreto de Monica) (mini-série) : Monica
- 2004 : Au cœur du péché (Da cor do pecado) (169 épisodes) : Preta
- 2005 : América (3 épisodes) : Nossa Senhora Aparecida
- 2006 : Cobras & Lagartos (145 épisodes) : Ellen
- 2007 : Casos e Acasos (épisode Pilote) : Gabriela
- 2008-2009 : A Favorita (130 épisodes) : Alicia Rosa
- 2009-2010 : Sauvée par l'amour (Viver a vida) de Manoel Carlos (207 épisodes) : Helena Toledo
- 2012 : Cheias de Charme (143 épisodes) : Maria da Penha Fragoso Barbosa
- 2012 : Roberto Carlos Especial (épisode Reflexões) : Penha
- 2013 : O dentista mascarado (12 épisodes) : Sheila
- 2014 : Geração Brasil (139 épisodes) : Verônica Monteiro
- 2015 : Domingão do Faustão (1 épisode) : Michele Brau
- 2015-2018 : Mister Brau (53 épisodes) : Michele Brau
- 2016 : Ta no Ar : A Tv na TV (1 épisode) : Helena
- 2017 : Rock Story (1 épisode) : Michele Brau
- 2017 : Os Brau (téléfilm) : Michele Brau
- 2019-2021 : L'Amour d'une mère (Amor de Mãe) : Vitória Amorim
- 2019-2021 : Aruanas (20 épisodes) : Verônica Muniz
- 2020 : Amor e sorte (1 épisode) (mini-série) : Tabata
- 2020 : Falas negras de Lázaro Ramos (téléfilm) : Marielle Franco
- 2022 : Cara e coragem (3 épisodes) : Clarice Gusmão / Anita Lopes
- 2025 : Vale tudo (4 épisodes) : Raquel Accioli
- 2025 : O auto da compadecida (mini-série) : la miséricordieuse